# Benigni
Benigni je priimek več oseb:    
- Carlo Benigni, italijanski rimskokatoliški škof
- Roberto Benigni (*1952), italijanski igralec, komik in filmski režiser